# Saint-Méen-le-Grand
Saint-Méen-le-Grand é uma comuna francesa na região administrativa da Bretanha, no departamento Ille-et-Vilaine. Estende-se por uma área de 18,19 km². Em 2010 a comuna tinha 4 791 habitantes (densidade: 263,4 hab./km²).